# TeXnicCenter
TeXnicCenter – darmowy program typu open source, będący zintegrowanym środowiskiem programistycznym dla LaTeX-a pod Windows. Pozwala użytkownikowi na tworzenie dokumentów przy pomocy LaTeX-a  i kompilacji ich do pliku wynikowego w formacie DVI, PostScript lub PDF. Opcje menu dają dostęp do predefiniowanych elementów i specyficznego kontekstu (wzory, symbole, etc.). Program ma możliwość tworzenia projektów w celu zorganizowania dostępu do działów i kontekstów danego dokumentu, a także w celu dodania bibliografii (używając BibTeX) czy indeksu (używając MakeIndex).

## TeXnicCenter a Acrobat
TeXnicCenter może współpracować z programem Adobe Reader do otwierania niedawno utworzonych plików PDF. Pliki są automatycznie otwierane do redakcji i automatycznie zamykane przed kompilacją. Współpraca to opiera się na wywołaniach procedur DDE w programie Acrobat.